# PowerPC 970

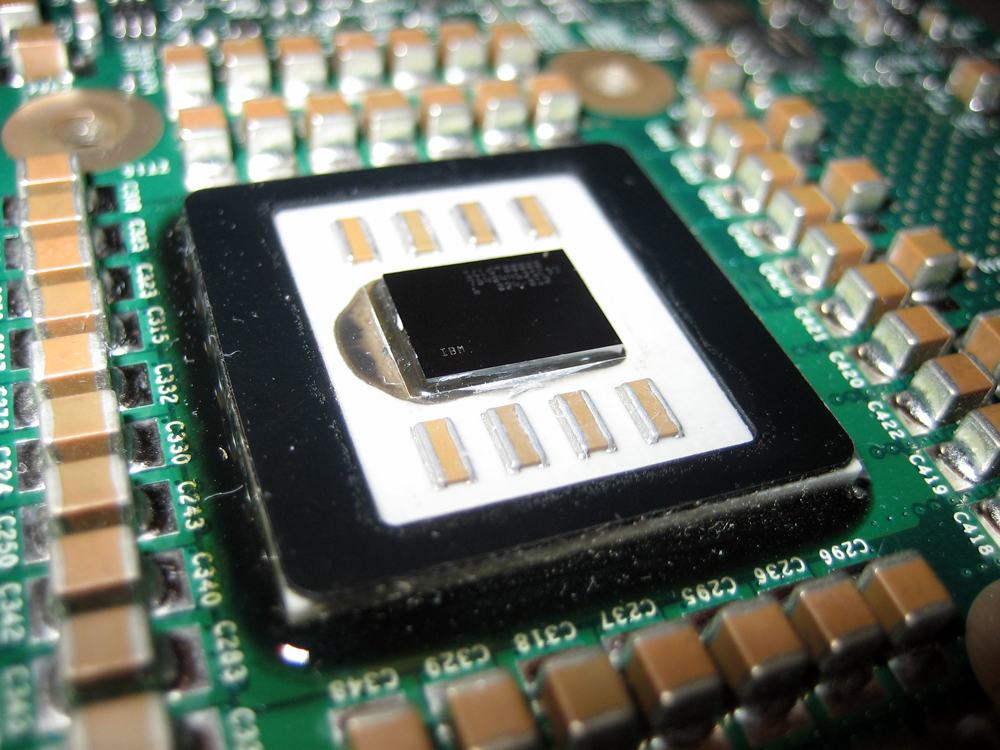
Mikroprocesor PowerPC 970FX

Układy PowerPC 970, PowerPC 970FX, PowerPC 970GX oraz PowerPC 970MP, znane także pod nazwą PowerPC G5, to rodzina 64-bitowych mikroprocesorów wprowadzonych na rynek w 2002 r. przez IBM.
Układ PowerPC 970 jest wytwarzany w technologii 130nm, zaś układy PowerPC 970FX oraz 970MP w technologii 90nm. Układy PowerPC 970 oraz PowerPC 970FX zawierają ponad 58 mln tranzystorów, a układ 970MP składający się z dwóch rdzeni zawiera ponad 116 mln tranzystorów. Układy te są zbudowane w oparciu o mikroprocesor IBM POWER4, zawierają jednostkę VMX (znaną także pod nazwami AltiVec oraz Velocity Engine) stosowaną już wcześniej w układach Freescale Semiconductor (dawniej Motorola) PowerPC G4.
Zachowując konwencję nazewniczą Apple nadało nazwę kodową G5 procesorom serii 970 w czerwcu 2003 roku. Określenie G5 w tym kontekście oznacza piątą generację mikroprocesorów PowerPC. W 2004 roku PowerPC 970FX zastąpił układ 970 we wszystkich komputerach firmy Apple noszących oznaczenie G5. W drugiej połowie roku 2005 układ PowerPC 970FX został zastąpiony przez układ PowerPC 970MP w komputerach Power Mac G5 klasy high-end, podczas gdy komputery iMac G5 oraz podstawowe wersje komputerów Power Mac korzystały z jednostki PowerPC 970FX. Na początku 2006 roku IBM przedstawił mikroprocesor PowerPC 970GX, będący zmodyfikowaną wersją 970FX. Układ ten mógł pracować z częstotliwością zegara 3 GHz.

## PowerPC 970
PowerPC 970 został zapowiedziany przez IBM w październiku 2002. Po raz pierwszy zastosowano go w komputerze Power Mac G5 w czerwcu 2003. Pierwsze serwery typu blade (IBM BladeCenter JS20) firmy IBM z tym procesorem były dostępne w sprzedaży w listopadzie 2003.
PowerPC 970 posiada 512kB pamięci podręcznej L2 i taktowany jest z częstotliwościami zegara od 1,6 do 2 GHz. Szyna zewnętrzna mikroprocesora pracuje z połową częstotliwości wewnętrznego zegara.

## PowerPC 970FX
PowerPC 970FX wytwarzany był w technologii 90 nm. Jego minimalne zapotrzebowanie na moc wynosiło 11 W w 65 °C przy taktowaniu zegarem 1 GHz, zaś przy zegarze 2 GHz było to już 48 W.
Pierwsze mikrokomputery z procesorem 970FX zostały zaprezentowane przez firmę Apple w roku 2004: Xserve G5 w styczniu, Power Mac G5 w czerwcu oraz iMac G5 w sierpniu.

## PowerPC 970MP
IBM zapowiedziało PowerPC 970MP (nazwa kodowa Antares) 7 lipca 2005. 970MP jest dwurdzeniowym mikroprocesorem opartym na 970FX i pracuje z częstotliwościami zegara od 1,2 do 2,5 GHz. Maksymalne zużycie mocy to 75 W dla wersji 1,8 GHz i 100 W dla wersji 2 GHz. Każdy rdzeń posiada 1 MiB pamięci podręcznej L2. Układ ten był produkowany w technologii 90 nm.
PowerPC 970MP zastąpił układ PowerPC 970FX w mikrokomputerach Apple Power Mac G5, podczas gdy pozostałe mikrokomputery tej firmy wykorzystywały układ PowerPC 970FX. PowerPC 970MP był także wykorzystywany w serwerach typu blade firmy IBM (JS21), oraz w mikrokomputerach IBM Intellistation POWER 185 i YDL Powerstation.

## PowerPC 970GX
PowerPC 970GX to nazwa projektu rozwojowego mikroprocesora, który nigdy nie wszedł do produkcji. Miał być jednordzeniową wersją układu PowerPC 970MP.

## Galeria

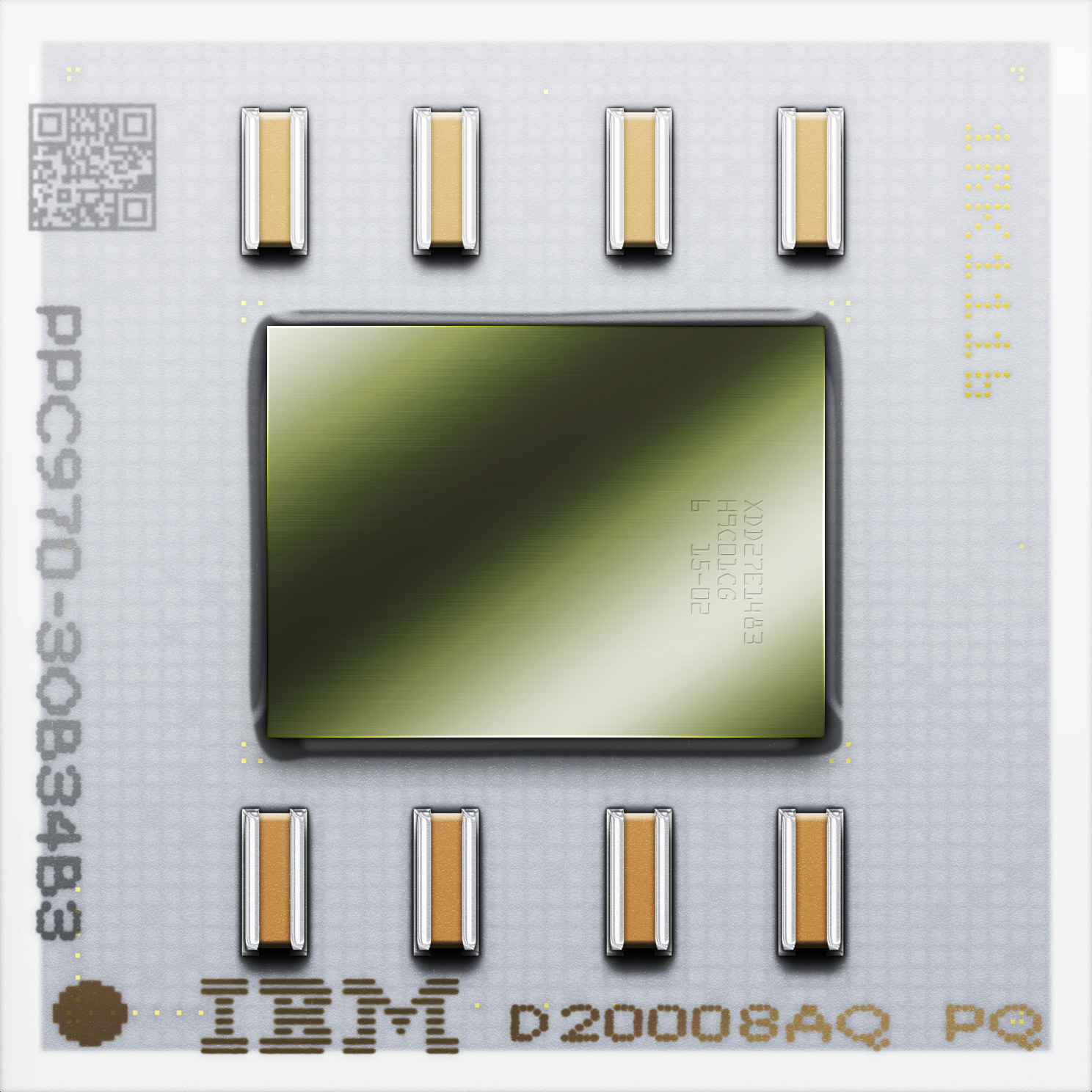
PowerPC 970, produkowany w technologii 130 nm w roku 2003.
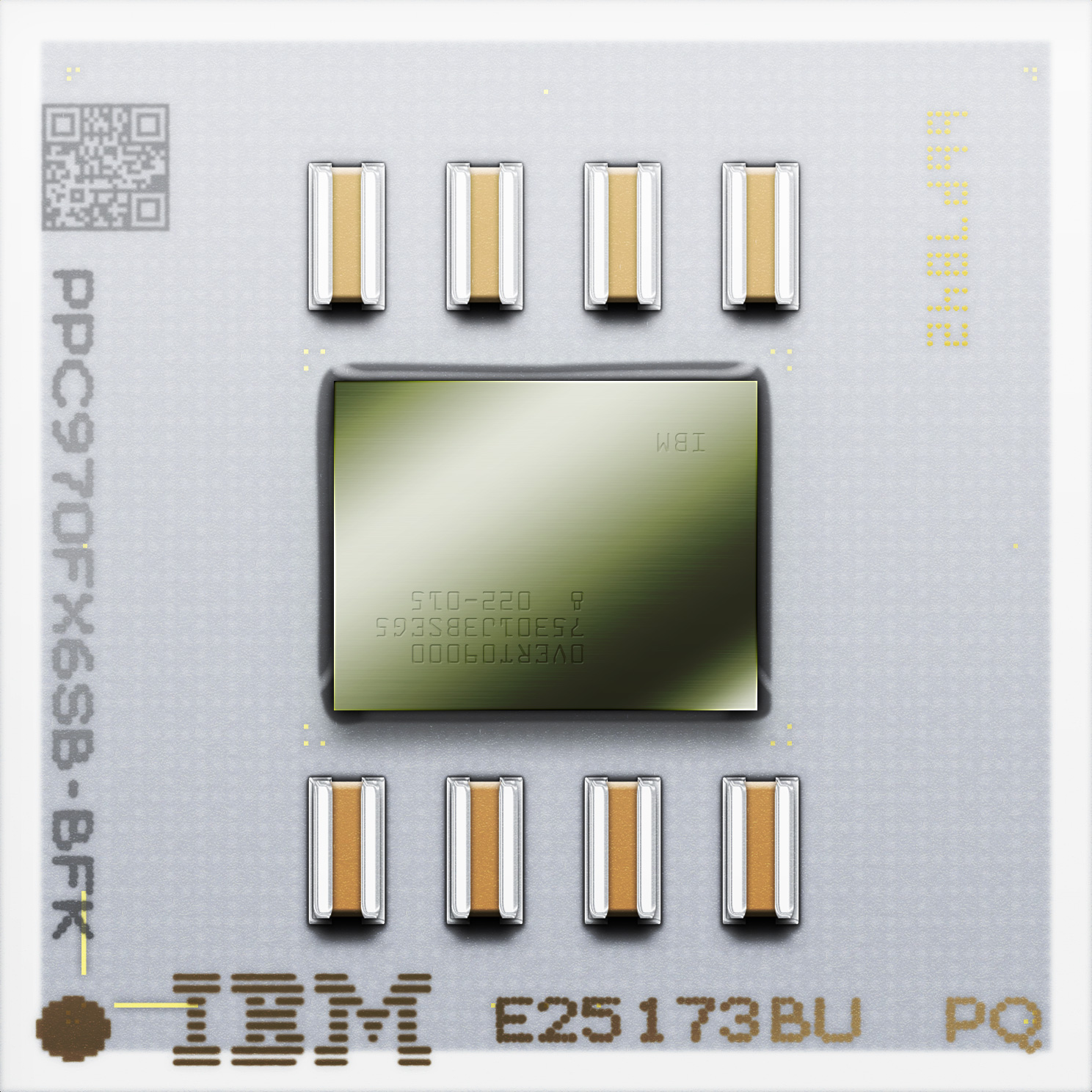
PowerPC 970FX produkowany w technologii 90 nm w roku 2004.
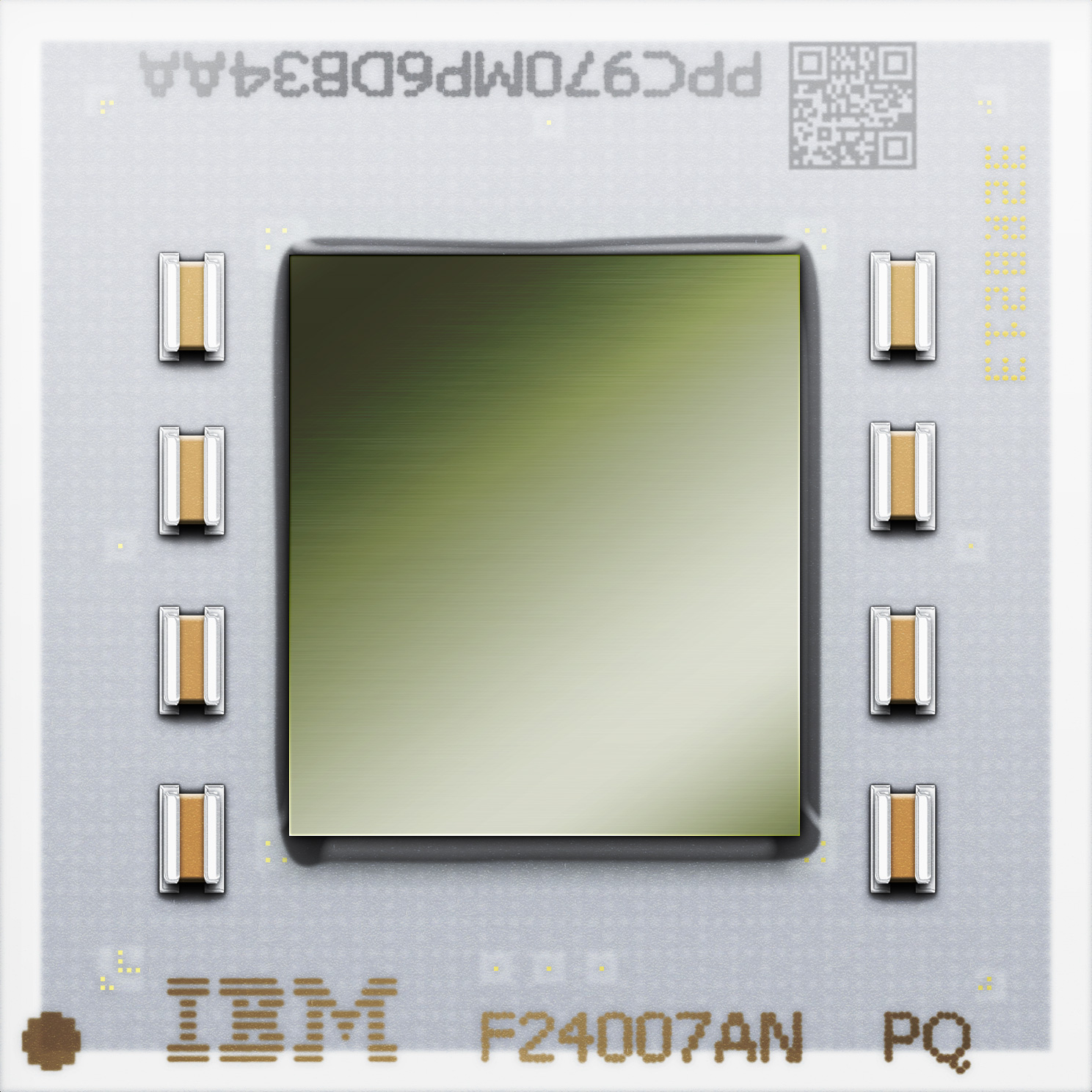
PowerPC 970MP z dwoma rdzeniami produkowany w 2005.
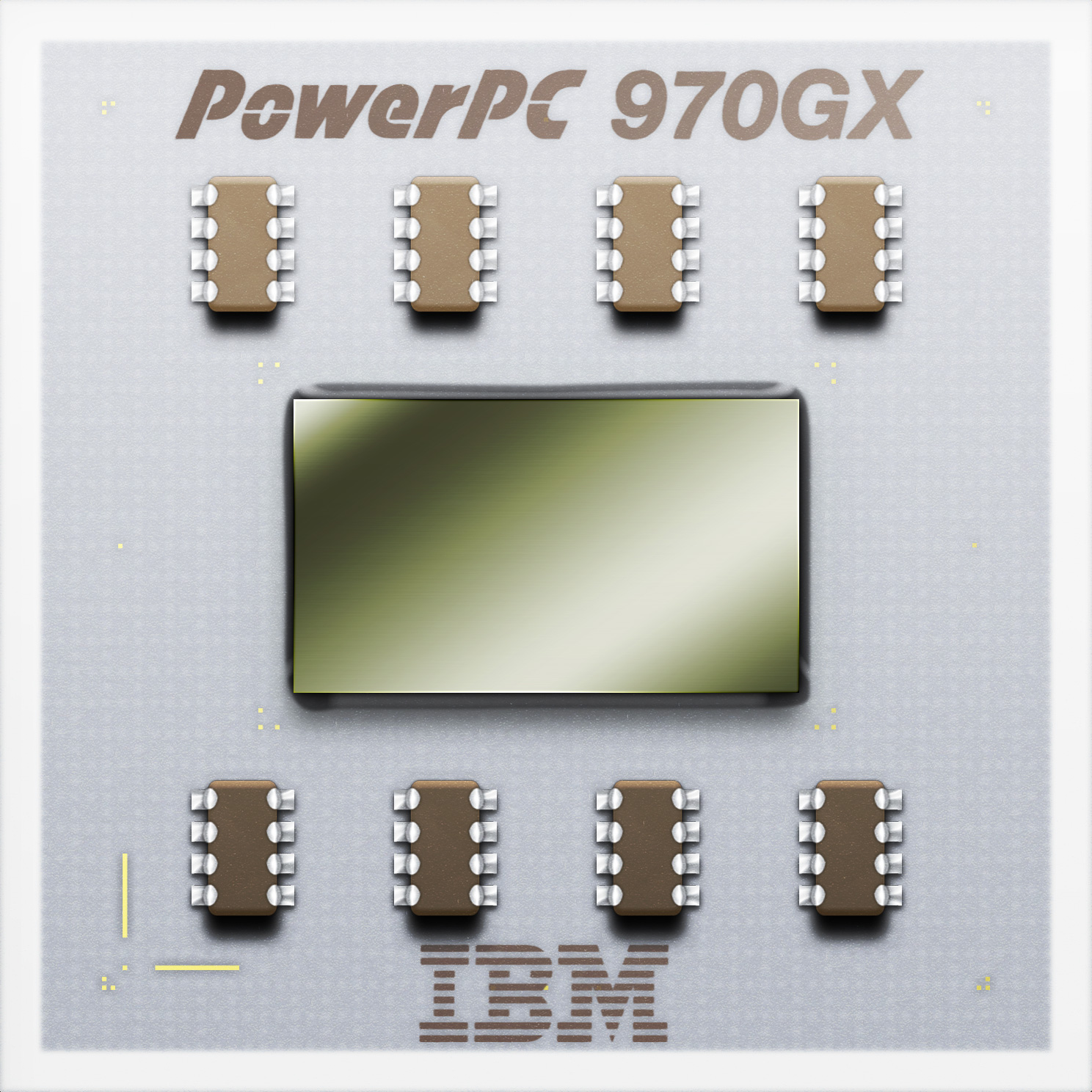
Projektowany PowerPC 970GX.